# 帕維爾·奥爾科夫斯基
帕維爾·奥爾科夫斯基（波蘭語：Paweł Olkowski；1990年2月13日—）是一位波蘭足球運動員。在場上的位置是右後衛。現時效力土耳其足球超级联赛球隊加濟安泰普大都會，曾效力於德國足球甲級聯賽球隊科隆足球俱樂部。他也代表波蘭U21國家足球隊參賽。